# مملكة الفلاقة
مملكة الفلاڤة، تعبير أطلقه الجنرال شال القائد العام للقوات المسلحة الاستعمارية في الجزائر على منطقة أولاد عيدون، لشدة القتال فيها وبقائها في أتون المعركة حتى إعلان وقف إطلاق النار، وقد ورد هذا الكلام في رسالة من الجنرال شال قائد الجيوش الفرنسية في الجزائر إبان الثورة، أرسلها إلى العقيد ترانكي قائد القوات الاستعمارية التي كانت مرابطة في أولاد عيدون.
مملكة الفلاڤة، وصف دقيق لمنطقة كانت دائما في قلب الأحداث، وكانت دائما في مقدمة الذين رفعوا لواء الجهاد ضد قوى الاستكبار، ودفعت في سبيل ذلك أثمانا باهظة.
مملكة الفلاڤة، أول كتاب وأهم كتاب يخرج للناس يحكي الحكاية من البداية حتى النهاية، حكاية ثورة التحرير المباركة في أولاد عيدون «الميلية» حاليا يعيد الأمور إلى نصابها، ويضع الأحداث في سياقها، ويكشف لأول مرة حقائق مثيرة عن تاريخ الكفاح في المنطقة ظلت سجينة الصدور أو دفينة القبور أو هكذا أريد لها أن تكون.
هذه المنطقة، وعظمة رجالها ونسائها، ولم يكن هذا الأمر هينا عليه، لما قد يثيره من حزازات وما يخلفه من هزات، فالجراح بعد لم تندمل، والبناء بعد لم يكتمل والاقتراب من أرض فيها الكثير من الألغام مغامرة كبرى ولا عاصم من هذه القواصم غير نية صادقة وغاية نبيلة وصبر جميل.
مملكة الفلاڤة، رسالة رجل التفجير والتحرير، إلى جيل البناء والتعمير، ليواصل المعركة بعزم وثبات، فعدو الأمس مازال متربصا، وإن بدل جلده وأسلوبه، ولن يغفر أبدا للأجيال الحاضرة والآتية ما فعل به الأولون، فليأخذوا حذرهم وليحموا مكتسباتهم وليعدوا ما استطاعوا من قوة فالحرب سجال وأبدا لن تنتهي...